# Friedrich Wilhelm Marpurg
Friedrich Wilhelm Marpurg (født 21. november 1718 i Altmark, død 22. maj 1795 i Berlin) var en tysk musikforfatter.
Marpurg levede i sin ungdom en tid lang i Paris, hvor han blev bekendt med Rameaus teorisystem, tilbragte derefter en årrække skiftevis i Hamborg og Berlin og blev endelig (1763) kongelig lotteridirektør i sidstnævnte by. Som komponist af nogle klaversonater og en del kirkelig musik og sange er Marpurg nøgtern og uden betydning, derimod er hans ry som musikforfatter stort og varigt. Dels var han en kyndig, vittig, bidende og kamplysten kritiker (han udgav 1749—50 i ugentlige hæfter: Der kritische Musikus an der Spree), dels besad han en alsidig og musikvidenskabelig viden og en ikke almindelig evne for let og klar fremstilling. Hans teoretiske hovedværk er Abhandlung von der Fuge, et højtskattet arbejde (1753—54), endvidere Anleitung zum Klavierspielen (1755), Handbuch beim Generalbass und der Komposition (3 bind, 1755—60), Historisch-kritische Beyträge zur Aufnahme der Musik (1754—62) med flere. Adskillige af Marpurgs arbejder kom i flere oplag og oversattes på flere sprog. Marpurg har endelig udgivet samlinger af gammel klavermusik.